# 2 septembre 1973
Le dimanche 2 septembre 1973 est le 245e jour de l'année 1973 du calendrier grégorien.

## Événements

### Politique
- En Guinée-Bissau, déclaration d'indépendance unilatérale du Parti africain pour l'indépendance de la Guinée et du Cap-Vert[1].

### Culture
- Début de la construction du mausolée de Hô Chi Minh à Hanoï, au Viêt Nam.
- Inauguration du monument commémoratif du maquis sur le plateau des Glières par André Malraux (son discours).
- L'écrivain marocain Abdellatif Laâbi est condamné à dix ans de prison[2].

### Science
- Découverte de l'astéroïde (1935) Lucerna.

### Sports
- Les Championnats du monde de cyclisme sur route 1973 ont lieu à Montjuïc, en Espagne.
- En football, le Paraguay bat la Bolivie par 2 buts à 1 dans le cadre des tours préliminaires à la Coupe du monde de football 1974.
- En football, les Léopards Douala battent le Hafia FC par 4 buts à 2 en quarts de finale aller de la Coupe des clubs champions africains[3].
- Première ascension par la face nord du Nooksack Tower (en) par Alex Bertulis et Scott Davis[4].

## Naissances
- Sandrine Bélier, femme politique française
- Jason Blake, joueur de hockey sur glace américain
- Donald Boyce, joueur de basket-ball américain
- Matthew Dunn, nageur australien
- Sebastian Frehner, homme politique suisse
- Gonzalo Garrido, cycliste chilien
- Abdelkrim Jinani, footballeur marocain
- Savo Milošević, footballeur serbe
- Mark Shield, arbitre de football australien
- Jack Vale, comédien américain
- Katt Williams, comédien américain
- Zhang Jingsong, joueur de basket-ball chinois

## Décès
- Wesley A. D'Ewart (en), homme politique américain (83 ans)
- J. R. R. Tolkien, écrivain britannique (81 ans)